# Anna Maria Guasch
Pour les articles homonymes, voir Guasch.
 (juin 2023).
 (février 2012).
Si vous disposez d'ouvrages ou d'articles de référence ou si vous connaissez des sites web de qualité traitant du thème abordé ici, merci de compléter l'article en donnant les références utiles à sa vérifiabilité et en les liant à la section « Notes et références ».
 (juin 2023).
Il peut être nécessaire de l'améliorer pour respecter le principe de neutralité de point de vue. 

Anna Maria Guasch, née à Barcelone en 1953, est une historienne et critique d'art espagnole.
Universitaire, elle est professeur d'histoire de l'art contemporain à l'université de Barcelone. Elle a également enseigné à l'université de Séville et à l'université complutense de Madrid.

## Biographie
Au cours des quinze dernières années[Quand ?], elle concentre son intérêt dans l'étude de l'art international de la deuxième moitié du XXe siècle (L'art du XXe siècle : depuis la Seconde Guerre mondiale à aujourd'hui) et dans l'analyse des expositions générées au même contexte historique. À partir de cette ligne de recherche elle publie L'art du XXe siècle dans ses expositions : 1945-1995[réf. nécessaire] et Les manifestes de l'art postmoderne : textes des expositions 1980-1995. Ses recherches ultérieures analysent la scène artistique de la frontière  entre l’art du XXe et du XXIe siècle, sujet développé dans le livre Le dernier Art du XXe siècle. Du Post-minimalisme au multiculturel : 1968-1995. Elle écrit également dans le domaine théorique de la critique. Elle a été coéditrice, avec Joseba Zulaika, de Learning from the Bilbao Guggenheim. 
Depuis 2005, ses principaux axes de recherche sont : archive, mémoire et art contemporain, histoire de l'art et études visuelles et art contemporain et mondialisation. Sur le premier sujet, elle a fait des contributions présentées en colloques scientifiques, telles que le 20 Encontro ANPAP (Rio de Janeiro, 2011) dans lequel elle a présenté la conférence intitulée Les pratiques contemporaines de l'archive : entre le domestique et le public, la mémoire et l'histoire, le global et le local. Dans le domaine de la deuxième ligne de recherche ressort le chapitre « Douze règles pour une nouvelle Académie : la “Nouvelle histoire de l'art” et les études visuelles », dans Études visuelles. L'Épistémologie de la visualité dans l'ère de la mondialisation et la contribution au Stone Summer Theory Institute Farewell to Visual Studies. Dans le domaine de la recherche sur l'art contemporain et la mondialisation elle participe à la troisième rencontre des critiques et chercheurs (Valparaíso, 2011) et aux colloques internationaux Refocusing on Issuers: Ink Painting through a Perspective of Art History (Shangai, mai 2012) et Art, Criticism and the Forces of Globalisation (Winchester School of Art (en), université de Southampton et Tate Liverpool, septembre 2012). Comme une contribution générale au sujet, elle écrit le texte L'Effet global : l'art dans l’ère de la mobilité, la traduction et la mémoire[réf. nécessaire] et réalise le commissariat de l'exposition La Mémoire de l'autre dans l'ère du global exposée à Bogota (2009), Santiago du Chili (2010) et La Havane (2011).
Entre 2000 et 2011, elle est visiting fellow dans les universités de Princeton, Yale, Columbia, San Diego et à l'École de l'Art Institute of Chicago. En 2002, elle est guest scholar pour la recherche au Getty Research Institute de Los Angeles. Elle a donné des cours et séminaires à l'université pontificale catholique du Chili (2002), à l'Instituto Nacional de Bellas Artes y Literatura (es) (Mexique, 2003), à la Escuela Internacional de Cine y Televisión de San Antonio de los Baños (2005), à l'université d'Antioquia (Medellin), à l'université nationale de Colombie (2004, 2006 et 2007)[réf. nécessaire] et à l’université autonome du Nuevo León à Monterrey (2006).
Dans le cadre de son activité académique dans le département d'histoire de l'art de l'université de Barcelone, elle dirige quinze thèses de doctorat et divers des travaux finaux de recherche de licence et de master. Elle est également la tutrice externe de thèses de doctorat dans des universités au Mexique, en Colombie et au Chili. Depuis 2007, elle est la chercheuse principale du projet I+D+I Cartographie critique de l’art et de la visualité dans l’ère global : Nouvelles méthodologies, concepts et approches analytiques dont les membres appartient à des universités espagnoles et internationales.
Elle dirige et coordonne le groupe de recherche Global Art Archive, lequel discute la valeur de l’archive en tant que médiateur entre la mémoire collective et le devenir individuelle. Elle fait partie du projet de recherche international basé à Londres Visual Culture Studies in Europe, du Humanities in the European Research Area (HERA), et du groupe de recherche basé à Paris et dirigé par Zahia Rahmani Art et mondialisation (INHA). Elle a organisé avec Marquard Smith et Joaquín Barriendos le congrès international Visualizing Europe. The geopolitical and Intercultural Boundaries of Visual Culture (université de Barcelone, 2011) et elle a participé au III Atelier International de la Critique d’Art (Madrid-Ciudad Real, 2011).[réf. nécessaire]
Depuis 1975, elle a accompli un travail considérable en tant que critique d’art dans diverses publications nationales et internationales, en même temps qu’elle dirige la collection Akal/ Art Contemporain, laquelle, parmi d’autres textes, a publié un grand nombre de traductions en espagnol. Elle est la directrice de la publication en ligne Revue des Études Culturelles et Art Contemporain et autrice avec Jean-Marc Poinsot, Jonathan Harris et Henry Meyric Hugues de l’Anthologie international  de la critique d’art, de 1950 à nos jours (en préparation).

## Publications
Parmi ses publications récentes nous distinguons notamment:
- (en) « Art and Archive: 1920-2010. Genealogy, Tipologies and discontinuity », Research on Visual Culture, no 3,‎ juillet-septembre 2011 (lire en ligne).
- « Cartographies du Global: mémoires et lieux », Arte Sociedade, Lisboa,‎ 2011, p. 322-336 (lire en ligne).
- L'Art du XXe siècle dans ses expositions: 1945-1995, Barcelone, Ediciones del Serbal, 1997, deuxième édition 2009.
- Les manifestes de l'art postmoderne : textes des expositions 1980-1995, Madrid, Akal/ Arte Contemporáneo, 2000contributions, entre autres, de C. Joachimides, D. Kuspit, A. Bonito Oliva, K. Power, Douglas Crimp, H. Foster, T. Crow, H. Szeemann, C. David, J.H. Martin et T. McEvilley
- (en) Anna Maria Guasch et Joseba Zulaika, Learning from the Bilbao Guggenheim [« Apprendre du Guggenheim Bilbao »], Reno / Madrid, Université du Nevada / Akal/Arte Contemporáneo, 2007.
- « Les lieux de la mémoire: l’art de l’archivage et du souvenir », Materia (université de Barcelone), no 5,‎ 2005.
- Autobiographies visuelles : entre l'archive et l'index, Siruela, Madrid, 2009.
- Art et archive. Généalogies, typologies et discontinuités, Madrid, Akal/Arte Contemporáneo, 2011.
- José Luis Brea, (ed.), « Douze règles pour une nouvelle Académie : la “Nouvelle histoire de l'art” et les études visuelles », dans Études visuelles. L'Épistémologie de la visualité dans l'ère de la mondialisation, Madrid, Akal, 2005.
- L’Effet Global : l'art dans l’ère de la mobilité, la traduction et la mémoire.
- La Critique d'art. Histoire, théorie et praxis, Barcelone, Serbal, 2003.
- La critique dialoguée : Interviews sur art et pensée contemporaine, Murcia, Centro de Documentación y Estudios Avanzados de Arte Contemporáneo (CENDEAC), 2006 et 2008.
- (en) Discrepant Dialogues in Art Criticism (2000-2011). Formal, Textual and (Con) textual Art Criticism.

### Traductions
- Juan Vicente Aliaga, Ordre phallique. Androcentrisme et violence de genre dans les pratiques artistiques du XXe siècle
- Pilar Parcerisas, Conceptualisme(s) poétiques, politiques et périphériques
- Javier Maderuelo, L’idée de l’espace dans l’architecture et dans l’art contemporain 1960-1980
- Juan Antonio Ramírez, L’objet et l’aura. Le (des)ordre de l’art moderne, José Miguel G. Cortés, La ville captive: contrôle et surveillance dans l’espace urbain
- Juan Martín Prada, Pratiques artistiques et l’internet à l’époque des réseaux sociaux.

## Récompenses et distinctions
- 1998 : Prix de l'Association Catalane des Critiques d’Art (ACCA) pour Du Post-minimalisme au Multiculturel : 1968-1995
- 2007 : Prix ESPAIS pour Interviews sur art et pensée contemporaine